# Parco nazionale di Valmiki
Il parco nazionale di Valmiki (in hindi वाल्मीकि राष्ट्रीय उद्यान) è un parco nazionale dello stato indiano del Bihar.

## Geografia
Il parco nazionale di Valmiki si trova nel nord-ovest del Bihar, nel distretto del Champaran Occidentale, al confine con il Nepal, ai piedi dell'Himalaya. Sul lato nepalese del confine si trova il parco nazionale di Chitwan. È situato nella vasta pianura del Gange, ad un'altitudine sul livello del mare che varia da 88 a 125 m. Il suo confine occidentale è delimitato dal corso del fiume Gandak. Il parco presenta un paesaggio vario, costituito da fitte foreste, boschi aperti, prati, paludi e zone rivierasche.
Le precipitazioni annuali sono comprese tra 1450 e 2100 mm e le temperature vanno da un minimo di 3 a un massimo di 37 °C.

## Storia
Nell'ambito dell'India indipendente, la zona forestale di Valmiki ricevette per la prima volta un tipo di protezione formale con il decreto del 6 gennaio 1953, che pose sotto protezione un'area di 909,86 km² (di cui facevano parte anche gli 8,73 km² dell'attuale santuario naturale di Udaipur). Fino al 1974 le foreste erano sotto la gestione del servizio forestale del Bihar, che si occupava del rimboschimento dell'area (piantando alberi di teak, kapok asiatico, palissandro indiano e bambù). Dal 1974 ad essa subentrò la Bihar State Forest Development Corporation (società di sviluppo forestale dello stato del Bihar), che però perseguiva principalmente obiettivi di sfruttamento commerciale delle foreste.
Il 4 maggio 1978, un'area forestale di 462 km² venne designata come «santuario naturale di Valmiki» (Valmiki Wildlife Sanctuary) e il 6 marzo 1990 ad essa venne aggiunta un'ulteriore area di 419 km², per un totale di 880,78 km². 335,64 km² di essa vennero dichiarati parco nazionale il 5 dicembre 1990. Nel 1994, alla Bihar State Forest Development Corporation venne tolta la gestione dell'area e l'11 marzo 1994 venne istituita nella zona forestale di Valmiki la riserva delle tigri di Valmiki, di 898,937 km², composta da una zona centrale di 589,789 km² e una zona cuscinetto di 309,143 km². Una successiva pubblicazione del governo del 2 agosto 2012 ha specificato esattamente la superficie dell'area, fornendo valori leggermente diversi: zona centrale di 598,450 km² e zona cuscinetto di 300,935 km², per un totale di 899,385 km².

## Flora e fauna

### Flora
Le specie vegetali più comuni sono gli alberi di sal, di kamala, di khoi, la Terminalia elliptica, la Terminalia belerica, l'Adina cordifolia, il palissandro indiano, la Mitragyna parviflora, l'Ehretia laevis, l'Anogeissus latifolia, il teak, la Salmalia malabarica, la Dalbergia sissoo, l'acacia catechu, il Syzygium cumini, la Dillenia pentagyna, il Ficus glomerata, il Calamus tenuis, la Colebrookea oppositifolia, l'albero del curry, la Bridelia retusa, l'Indigofera pulchella, la Leea asiatica, l'erba elefante, il Saccharum spontaneum, l'Eulaliopsis binata, la Vetiveria zizanioides, il Capillipedum assimile, il Chrysopogon aciculatus, il Phragmites karka, l'Emblica officials, il pepe lungo, ecc.

### Fauna
Tra i grandi mammiferi qui presenti ricordiamo la tigre del Bengala, il rinoceronte indiano, l'orso dal collare, il cuon, il bufalo asiatico, il cinghiale, la iena striata, il gatto leopardo, il gatto selvatico asiatico, il gatto pescatore, i langur, i muntjak, il cervo pomellato, il nilgau e gli scoiattoli volanti.
Tra i rappresentanti dell'avifauna segnaliamo il fagiano di Kalij, la quaglia tridattila zampegialle, il coda a ventaglio ventregiallo, l'averla maggiore, il luì nitido, il prispolone europeo, gli occhialini, il barbuto piccolo verde, vari caradriiformi, ibis, cicogne e pitte, il corriere piccolo, diversi scolopacidi, il bucero orientale, la tortora smeraldina, alcuni colombi verdi e la colomba capochiaro.
La Zoological Survey of India ha registrato la presenza di 10 specie di anfibi, 27 di rettili e 75 di insetti. Tra i rettili di maggiori dimensioni vi sono il pitone delle rocce birmano e quello indiano, il cobra dagli occhiali, il cobra reale, i krait, il coccodrillo palustre, il gaviale del Gange e i varani. Tra le farfalle che sono state trovate qui vi sono il mormone comune (Papilio polytes), il mormone maggiore (Papilio memnon), la Parantica aglea, l'Hypolimnas bolina, la Libythea myrrha, la Junonia atlites, il Papilio demoleus e l'Euploea core.